# Puduhepa

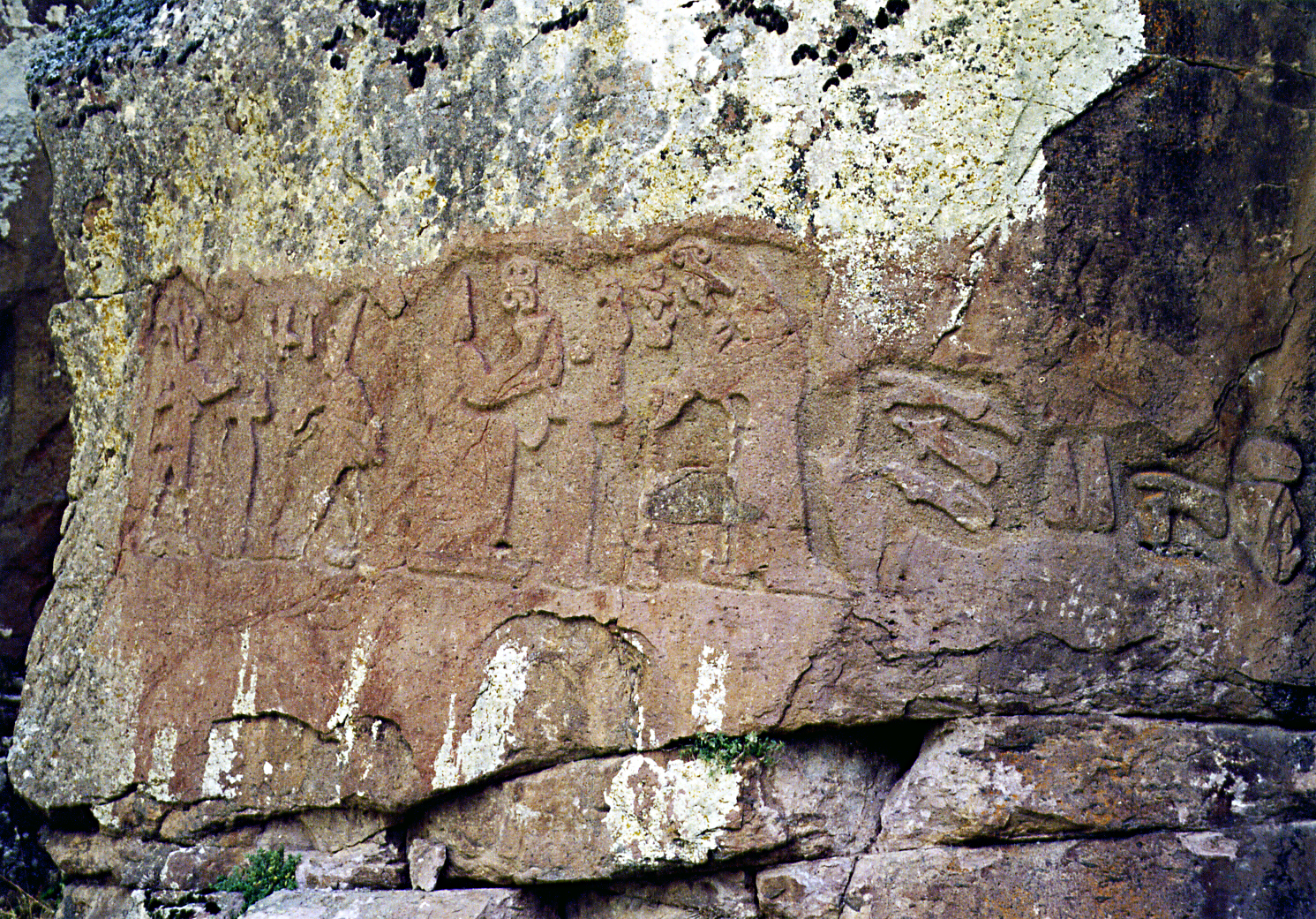
Puduhepa (midden) met Zonnegodin, links Hattušili met Weergod, Rotsreliëf van Fıraktın

Puduhepa (Hettitisch: Pudu-Ḫepa, of Pudu-Kheba) was een Hettitische tawanannas (opperpriesteres-koningin) uit Kizzuwatna die over het Hettitisch Rijk heerste met aan haar zijde koning Hattusili III. Er is naar haar verwezen als naar "een van de invloedrijkste dames voor zover bekend uit het Oude Nabije Oosten."

## Genealogie
Puduhepa werd geboren aan het begin van de 13e eeuw v.Chr. in de stad Lawazantiya in Kizzuwatna (i.e. Cilicië, een regio ten zuiden van het Hettitisch koninkrijk). Haar vader Bentepsjarri was hogepriester in dienst van de beschermgodin van de stad, Isjtar van Lawazantiya (die daar Šawuška heette), en Puduhepa groeide op als priesteres voor dezelfde godin. Er wordt aan haar in die periode ook gerefereerd als een dienstmaagd van Isjtar in de stad Lavazantiya, i.e. priesteres.
Van Puduhepa zijn veel kinderen gekend. De belangrijkste zijn haar dochters Gussuliyawiya, en Maathorneferure (Egyptische naam van haar oudste dochter die in de 19e dynastie van Egypte een huwelijkscontract met Ramses II aanging) en haar zonen Tudhaliya en Nerikailli.

## Leven

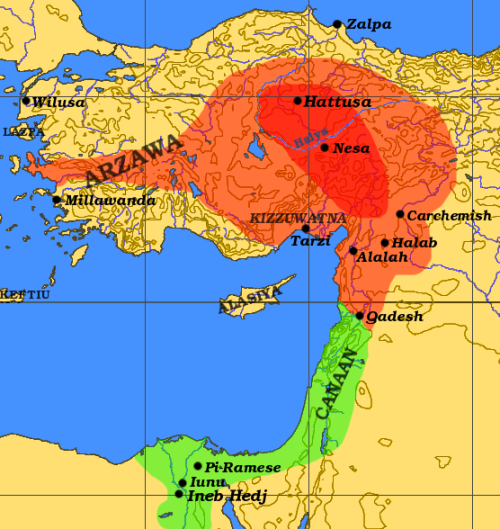
Het uitgebreid Hettitische Rijk (rood) verving Hatti en grensde ca. 1290 v.Chr. aan het Egyptische rijk (groen)

Zij werd geboren in de eerste jaren van de 13e eeuw v.Chr. in de stad Lawazantiya in Kizzuwatna. Puduhepa groeide op als priesteres van de stadsgodin Ishtar.
Bij zijn terugkeer van de Slag bij Kadesh zocht de Hettitische generaal Hattusili het heiligdom op en naar men zei instrueerde Ishtar hem om met priesteres Puduhepa in het huwelijk te treden. Vervolgens ging zij met hem mee naar het koninkrijk van Hapissa. Toen haar gemaal met succes zijn neef Urhi-Tesjub (Mursili III) bestreed, kwam de troon van het Hettitisch Rijk in hun bezit en kreeg Puduhepa de status van grootvorstin. De Hettitische koningin had in die tijd een belangrijke rol aan het hof en in de internationale diplomatie. Dit kwam vooral tot uiting in de correspondentie die zij voerde met het hof van het Oude Egypte. Koningin Puduhepa wisselde meerdere malen correspondentie uit met Ramses II. Dit was onder meer het geval naar aanleiding van de ondertekening van een vredesverdrag, en van de uitwisseling van leden van het hof, waarbij twee van haar dochters een huwelijksovereenkomst met Ramses II aangingen. Dit schreef zij naar aanleiding van de onderhandelingen over de bruidsschat:
Bezit mijn Broeder Ramses II dan niets? Slechts wie niets heeft, vraagt een zo hoge prijs. Wil u zich aan ons verrijken?
- Puduhepa
Na de dood van Hattusili regeerde Puduhepa voort als Godin-Koningin en bereidde haar zoon voor op de troon als Tudhaliya IV. Zij stond ook aan het hoofd van de gerechtelijke macht en kwam soms zelf tussen in rechtszaken. Zo zijn enkele besluiten in rechtszaken in het koninkrijk Ugarit door haar genomen. Als opperpriesteres was zij verantwoordelijk voor een reorganisatie en rationalisatie binnen de Hettitische religie. Van haar hand zijn onder meer enkele hymnen gericht aan de godin Lelwani en aan de zonnegodin van Arinna, die zij aan de beschermgodin als Hurrietische godin Hebat gelijkstelt. In deze teksten roept zij de godinnen op om de gezondheid van haar man te vrijwaren. Zij speelde ongetwijfeld een grote rol in de "hurrietisering" van het Hettitisch imperiaal pantheon, wat wordt geïllustreerd door de aanpassingen die Hattusili III en Tudhaliya IV in de heiligdommen van Yazılıkaya uitvoerden.
Puduhepa oefende het ambt van koningin 66 jaar lang uit, tot zij stierf aan het eind van de 13e eeuw v.Chr. op ongeveer 90-jarige leeftijd. Zij was een van de belangrijkste politieke figuren in die periode.